# 오토두스 오리큘러스

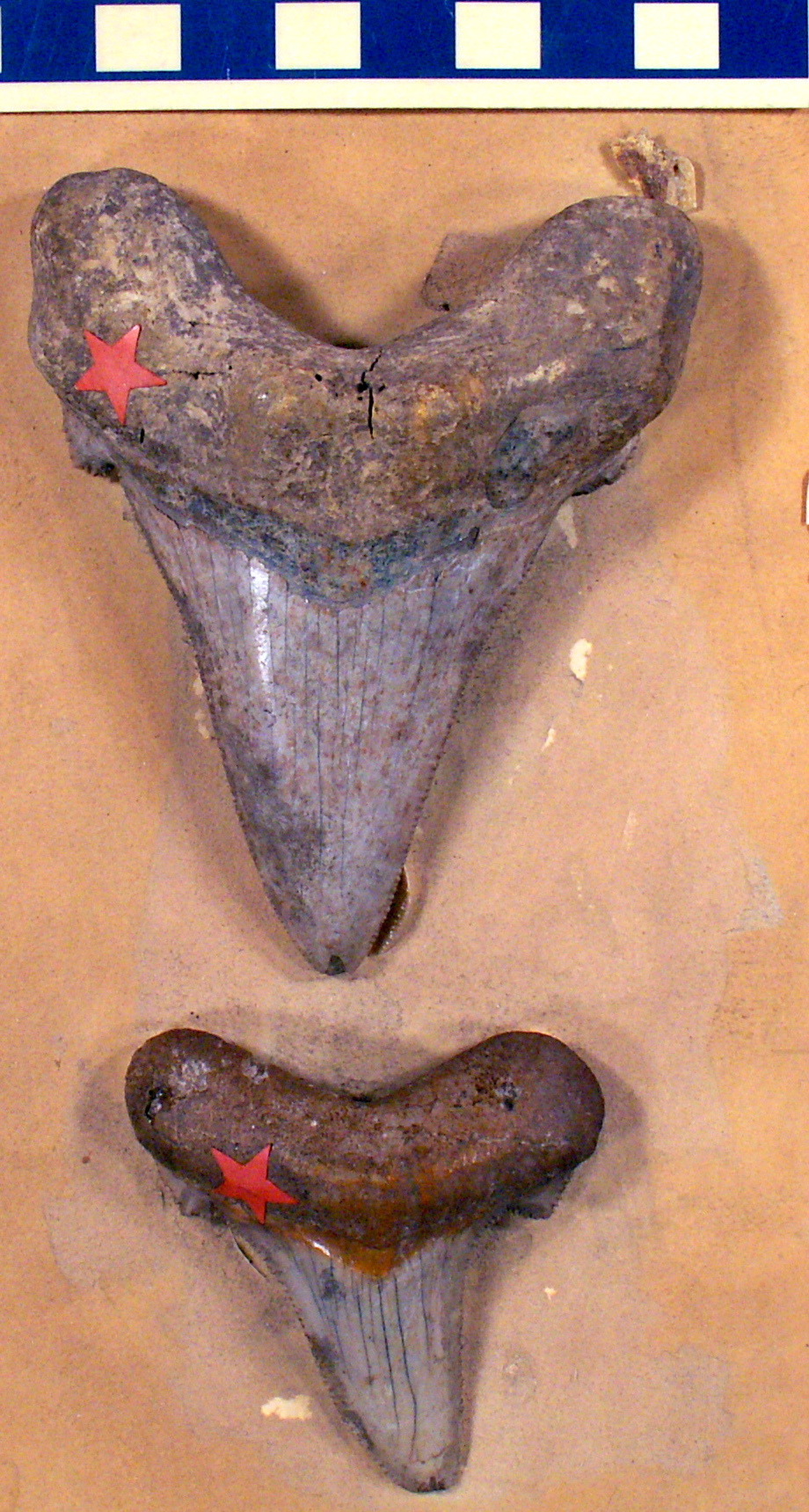
치아

오토두스 오리큘러투스(학명:Otodus auriculatus)는 악상어목 오토두스과에 속하는 물고기이다. 지금은 멸종된 어류로 몸길이가 9.5m인 거대한 상어에 속한다.

## 특징
오토두스 오리큘러스는 메갈로돈과 밀접한 연관이 있는 상어로 이빨이 매우 큰 것이 특징이다. 이빨은 매우 크고 날카로운 삼각형의 이빨을 가졌으며 거친 절삭날에 세레이션을 갖춘 것이 특징이기도 하다. 오토두스 소콜로비와 함께 카르차로클래스속과 매우 가까운 근연 관계에 있는 종으로 치아 세레이션의 부채 또는 존재가 다른 오토두스과의 상어와 확연이 차이가 나는 어종이다. 다만 오토두스 오리큘러스도 엄연히 오토두스과에 속하는 어종인만큼 제네라의 이름과 수는 논란의 여지가 있는 편이다. 등지느러미는 2개이며 제1등지느러미와 가슴지느러미는 매우 크지만 제2등지느러미, 배지느러미, 항문지느러미는 작은 것이 특징이다. 또한 다른 오토두스과의 상어들과는 달리 몸의 등쪽은 완전한 검은색인 차이점도 있다. 먹이로는 당대에 살았던 고래, 해양 포유류, 바다거북과 같은 해양 파충류, 물고기, 두족류, 갑각류를 주로 섭이했을 육식성의 어종으로 친척들과 함께 바다에서 최상위 포식자로서 군림했을 것으로 추정한다.

## 생존시기와 서식지와 화석의 발견
오토두스 오리큘러스의 생존시기는 신생대의 에오세와 올리고세로 지금으로부터 약 4000만년전~2500만년전에 생존해했던 상어이다. 생존시기에는 주로 대서양과 인도양을 중심으로 서식했을 것으로 추정이 되는 어종이다. 화석의 발견은 1923년에 미국과 영국에서 고생물학자들에 의해 처음으로 발견이 되어 명명이 된 종으로 이후에는 중앙아시아의 국가가 되는 카자흐스탄에서도 화석이 발견된 어종이다.

## 같이 보기
- 악상어목
- 화석